# Parafia św. Teresy od Dzieciątka Jezus w Radomiu
Parafia św. Teresy od Dzieciątka Jezus w Radomiu – rzymskokatolicka parafia, jedyna na radomskich Borkach, należąca do dekanatu Radom-Południe, diecezji radomskiej. 
Została wydzielona z terenu parafii św. Jana Chrzciciela. 1 stycznia 1939 parafię  erygował bp Jan Kanty Lorek. Jej pierwszym proboszczem był ks. Andrzej Łukasik, budowniczy kościoła.

## Kościół parafialny
Kościół wybudowano w latach 1938–1965 dzięki staraniu ks. Andrzeja Łukasika. Konsekracji świątyni dokonał 4 października 1964 Sługa Boży bp Piotr Gołębiowski. Wzniesiony został w stylu neoromańskim, na planie prostokąta, zbudowany z kamienia i czerwonej cegły.

## Zasięg parafii
Do parafii należą wierni z Radomia mieszkający przy ulicach: Bagienna, Batalionów Chłopskich, Biegunowa, Bracka, Bukowa, Chopina, Dębowa (od nru 20), Frontowa, Gdyńska, Gościnna, Grabowa, Grudniowa, Hutnicza, Kamienna, Kasztanowa, Kijewskiej, Kosowska, Krasickiego, Kujawska, Kurpiowska, Kuśnierska, Limanowskiego (nr parzyste nry od 78 do 148, nieparzyste od 49 do 121), Łowicka, Ks. Łukasika, Maratońska, Marywilska, Mazurska, Mączna, Modrzewiowa, Obrońców, Ordona, Osadnicza, Pawia, Podhalańska, Podmokła, Przepustowa, Sikorskiego, Skarbowa, Składowa, Sosnowa, Styczniowa, Sucha, Szczygła, 1905 roku, Tkacka, Topolowa, Torowa, Toruńska, Wierzbicka (do nr 63/65), Wjazdowa, Zalewowa, Żakowicka.

## Proboszczowie
- 1938–1980 – ks. kan. Andrzej Łukasik
- 1980–1991 – ks. prał. Lucjan Wojciechowski
- 1991–1998 – ks. kan. Jan Gogacz
- 1998–2011 – ks. inf. Jerzy Banaśkiewicz
- od 2011 – ks. kan. Zbigniew Gaczyński